# Marcjon
Marcjon (gr. Μαρκίων Σινώπης; ur. ok. 100 w Synopie; zm. po 160) – teolog chrześcijański, twórca marcjonizmu, częściowo powiązanego z gnostycyzmem. Stworzył pierwszy kanon Nowego Testamentu.

## Życie
Był synem biskupa chrześcijańskiego, dbającego o dyscyplinę i słynącego z surowości. Nie poszedł jednak w ślady ojca i dorobił się majątku jako armator. W trakcie wielu podróży obok zainteresowań handlowych zapoznawał się z prądami nurtującymi rozmaite kościoły chrześcijańskie. Kierowany antypatią do Żydów odrzucał judeochrześcijańskie spekulacje gnostyków, skłaniając się do staroirańskich doktryn o dwóch pierwiastkach rozdzierających istnienie świata i egzystencję ludzką. Zrodził się w nim pomysł powiązania dualizmu perskiego z doktryną Jezusa. Został wyłączony ze wspólnoty kościelnej przez własnego ojca, prawdopodobnie z powodu wyznawanych nauk, uznanych za błędne. Około 140 roku przybył do Rzymu. Przez pewien czas był członkiem gminy rzymskiej, w której odgrywał znaczną rolę, gdyż ofiarował na potrzeby gminy swój pokaźny majątek (200 tys. sestercji i część swego bogatego księgozbioru). Około roku 144 z powodu głoszonych doktryn został wyłączony z gminy rzymskiej, która całkowicie zwróciła mu wcześniej ofiarowany majątek, zatrzymując jednak księgozbiór. Wówczas Marcjon założył własny kościół, który bardzo szybko rozpowszechnił się w całym cesarstwie, stając się pierwszą wielką dualistyczną wspólnotą chrześcijańską. Zmarł ok. 160 r.

## Nauczanie
Marcjon głosił, że istnieje okrutny świat widzialny, w którym żyjemy, niebiosa, w których żyje demiurg Jahwe, stwórca naszego świata i gdzieś ponad tym Bóg prawdziwy, miłosierny i litościwy. Marcjon wskazywał na różnice między Starym Testamentem i Nowym Testamentem. Jego zdaniem ich nauki są całkowicie przeciwstawne, a Jezus Chrystus nie jest zapowiadanym w Starym Testamencie mścicielem-wojownikiem. Jest on wysłannikiem prawdziwego Boga i przybył, by mrocznym naukom demiurga przeciwstawić ewangelię miłości.
Marcjon w całości odrzucał Stary Testament jako zbyt skażony religią żydowską, z Nowego zaś uznawał Ewangelię Łukasza i dziesięć listów św. Pawła. Podobnie jak u gnostyków, według Marcjona przede wszystkim unikać należało małżeństwa i płodzenia dzieci, czyniąc to bowiem pomaga się demiurgowi w jego dziele. Odrzucenie przez Marcjona hebrajskich ksiąg Pisma Świętego oraz negowanie natchnienia części pism apostolskich stało się przyczynkiem do powstawania prac omawiających chrześcijański kanon Pisma Świętego.
Dzieło Marcjona „Antytezy”, w którym wyłożył zasady swojej doktryny, nie zachowało się. Światopogląd Marcjona znamy przede wszystkim z pism Orygenesa i z traktatu Tertuliana pt. Adversus Marcionem (łac. Przeciw Marcjonowi), w którym streszcza Antytezy. Na podstawie Tertuliana Adolf von Harnack zrekonstruował także Ewangelię Marcjona, również nie zachowaną w całości.
Głoszona przez niego idea Boga przeciwstawionego Bogu naszego kosmosu, niższego i tyrańskiego, a także pogląd na zbawienie jako wyzwolenie spod jego władzy jest w dużej mierze gnostycka. Zalecał nie wzbogacać świata stwórcy, a więc sprzeciwianie się używaniu rzeczy tego świata. Postawa taka pociągała za sobą skrajny ascetyzm (ścisły post, zakaz współżycia seksualnego i zawierania małżeństw), który miał na celu przeciwstawienie się demiurgowi.